# Кухонная латынь
«Кухонная латынь» (от лат. latinitas culinaria) — фразеологизм, введённый Лоренцо Валлой в насмешку над латынью гуманиста Поджо Браччолини. Валла уподобил своего противника повару, профессия которого не считалась почётной.
С XVI века этот термин обозначал язык, пренебрегающий правилами грамматики и словообразования классической латыни, то есть прежде всего латинского языка Католической церкви и средневековых университетов.
Так называли плохую латынь, на которой говорили низшие классы в древнем Риме; так называется и средневековая монастырская латынь, в эпоху гуманизма осмеянная Рейхлином, Эразмом и Гуттеном. Лучшей сатирой на неё являются знаменитые Epistolae obscurorum virorum.
В английском языке «кухонная латынь» (то есть пародия на латынь) обозначается термином Dog Latin (с англ. — «собачья латынь»).